# Джемалединов, Абдуль-Керим
Абдуль-Кери́м Джемаледи́нов (крымскотат. Abdul-Kerim Cemaledinov, Абдуль-Керим Джемалединов; 1893, Карасубазар, Таврическая губерния — 17 апреля 1938 или 1938, Симферополь) — крымскотатарский лингвист, педагог, переводчик. Автор, редактор и переводчик ряда школьных учебников. Расстрелян в ходе сталинских репрессий. Реабилитирован в 1958 году.

## Биография
Родился в 1893 году в Карасубазаре в семье священнослужителя.
Окончил Карасубазарскую новометодную школу-рушдие. В 1908 году вместе с Бекиром Чобан-заде на средства Карасубазарского мусульманского благотворительного общества был отправлен на учёбу в Турцию.
Вернувшись в Крым, работал школьным учителем. Являлся директором Симферопольской школы-рушдие (1917—1918). С 1922 по 1927 год — директор школы 1-й ступени в Симферополе. В 1927 году стал директором другого симферопольского учебного заведения — образцовой опытно-показательной школы 2-й ступени, которой руководил на протяжении пяти лет. С 1928 по 1930 год — член редколлегии журнала «Козьайдын».
С 1932 по 1934 год являлся заместителем директора по учебной части Крымского педагогического института. С 1934 по 1936 год — редактор Крымгосиздата. В 1934 году переработал и дополнил учебник крымскотатарского для русской школы А. И. Ильясова.
Выступал за переход крымскотатарского языка на латинский алфавит.
Во время сталинских репрессий был арестован 28 апреля 1937 года. В ходе суда виновным себя не признал. На выездной сессии Военной коллегии Верховного суда СССР 17 апреля 1938 года в Симферополе был приговорён к высшей мере наказания. Джемалединова расстреляли в тот же день. Реабилитирован 31 марта 1958 года.